# Lúcio Cornélio Mérula (cônsul em 87 a.C.)
Lúcio Cornélio Mérula (m. 87 a.C.; em latim: Lucius Cornelius Merula) foi um político da gente Cornélia da República Romana nomeado cônsul sufecto em 87 a.C. com Cneu Otávio no lugar de Lúcio Cornélio Cina, ilegalmente deposto pelos senadores da facção dos optimates. 

## Carreira
Mérula era flâmine dial, o sumo-sacerdote de Júpiter, e, ao contrário dos demais pontífices, que só levavam a sério os ofícios religiosos quando eram realizados sacrifícios, dedicava todo o seu tempo ao sacerdócio.
Em 87 a.C., logo depois da guerra civil entre Caio Mário e Sula, foi nomeado cônsul sufecto pelo Senado Romano no lugar do aliado de Mário, Cina, que havia deixado a cidade. A nomeação foi algo insólito por causa das numerosas interdições rituais a que estava sujeito por causa de sua função sacerdotal (o flâmine não podia montar a cavalo, ver soldados armados, tocar um cadáver e nem entrar num recinto onde se cremava um morto), mas fornecia a Cneu Otávio um importante apoio religioso.
Depois da reação das forças de Mário, Cina e Quinto Sertório, os optimates negociaram a volta de Cina e Mário do exílio e Mérula abdicou logo em seguida. Mesmo assim, foi acusado de ser um usurpador e de ter assassinado aliados marianos duranta a matança promovida por Mário quando voltou a Roma. Sabendo que sua condenação seria inevitável, tirou os trajes de flâmine, pois seria impróprio morrer com eles, e suicidou-se cortando os pulsos no Templo de Júpiter Capitolino implorando aos deuses que o vingassem de Mário e seus aliados enquanto banhava com seu próprio sangue o altar e a estátua do deus, um grande sacrilégio. Apesar de tudo, retirou sua toga antes de se matar, pois era considerado um sacrilégio que um flâmine dial morresse vestindo-a.
O seu posto ficou vago e Mário nomeou no seu lugar Caio Júlio César, seu sobrinho de dezessete anos, mas esta nomeação foi anulada por Sula no ano seguinte. O posto acabou vago até 11 a.C., já na época de Augusto.